# راديو المجر

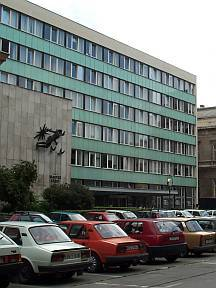
مقر الإذاعة المجرية في بودابست

راديو المجر ( مؤسسة الإذاعة المجرية ، والمعروفة دوليًا أيضًا باسم راديو بودابست) هي منظمة البث الإذاعي الممولة من المجر. وهي أيضا محطة البث الدولية الرسمية للبلاد.
يتم إدارتها وتمويلها بشكل أساسي من قبل صندوق دعم خدمة الوسائط وإدارة الأصول (بالمجرية: Médiaszolgáltatás-támogató és Vagyonkezelő Alap)‏ اختصاراً ب (MTVA). تدير هذه المنظمة الحكومية التي تم تشكيلها في عام 2011 ، مذيعي الخدمة العامة تلفزيون المجر وتلفزيون دونا وكذلك وكالة الأنباء المجرية .
في 1 يوليو 2015 ، تم دمج راديو المجر وكذلك ثلاث مؤسسات إعلامية عامة أخرى تديرها صندوق دعم خدمة الوسائط وإدارة الأصول في منظمة واحدة تسمى دونا لخدمات الإعلام (المجرية: Duna Médiaszolgáltató). هذه المنظمة هي الخلف القانوني لـ راديو المجر وهي عضو نشط في اتحاد البث الأوروبي.

## وصلات خارجية
- الموقع الرسمي
- Kossuth Rádió على الانترنت
- Petőfi Rádió على الانترنت
- Bartók Rádió على الانترنت
- المجرية Rádió الجري